# المشاكل البيئية في العراق

## المشاكل

### تسرب النفط
نتج العديد من الانسكابات عن الأضرار التي لحقت بالبنية التحتية النفطية في العراق، وأدى الافتقار إلى مرافق معالجة المياه في المصافي العراقية إلى التلوث من تلك المنشآت. مما أدى الى مخاوف كثيرة على سكان العراق.

### الصرف الصحي
لا تمتلك أجزاء كبيرة من السكان إمدادات مياه أو أنظمة صرف صحي كافية، بسبب الأضرار التي لحقت بالبنية التحتية.

### الذخائر غير المنفجرة
تركت العمليات العسكرية في ثلاث حروب ( حرب إيران والعراق وحرب الخليج وحرب العراق) ذخائر غير منفجرة وألغامًا أرضية في مواقع مكشوفة، مما أسفر عن مقتل أو إصابة ما يقدر بنحو 100000 شخص في أوائل العقد الأول من القرن الحادي والعشرين.

### التلوث
المواقع التي تتراكم فيها النفايات البلدية والطبية تحمل مخاطر انتشار الأمراض الوبائية. أدى تدمير البنية التحتية العسكرية والصناعية في زمن الحرب إلى إطلاق معادن ثقيلة ومواد خطرة أخرى في الهواء والتربة والمياه الجوفية.
اندلع حريق في مصنع الكبريت الذي تديره ولاية المشراق في يونيو 2003 بالقرب من الموصل لمدة 3 أسابيع وكان أكبر إطلاق من صنع الإنسان لثاني أكسيد الكبريت سُجل على الإطلاق.
أصبح العراق اعتبارًا من عام 2017 واحدًا من ثلاث دول فقط في العالم ذات استخدام واسع النطاق لبنزين المحركات المحتوي على الرصاص للسيارات، والجزائر واليمن الآخران. أدت المخاوف بشأن سمية الرصاص إلى حظر البنزين في السيارات المحتوي على الرصاص في معظم البلدان.

### تدهور الأراضي
تضررت جودة التربة السهل الرسوبي بسبب ترسب كميات كبيرة من الأملاح التي تحملها فيضان الري والرياح وعززها سوء تصريف التربة. كما أدى التصحر والتعرية إلى انخفاض الأراضي الصالحة للزراعة.

### أحواض الأنهار

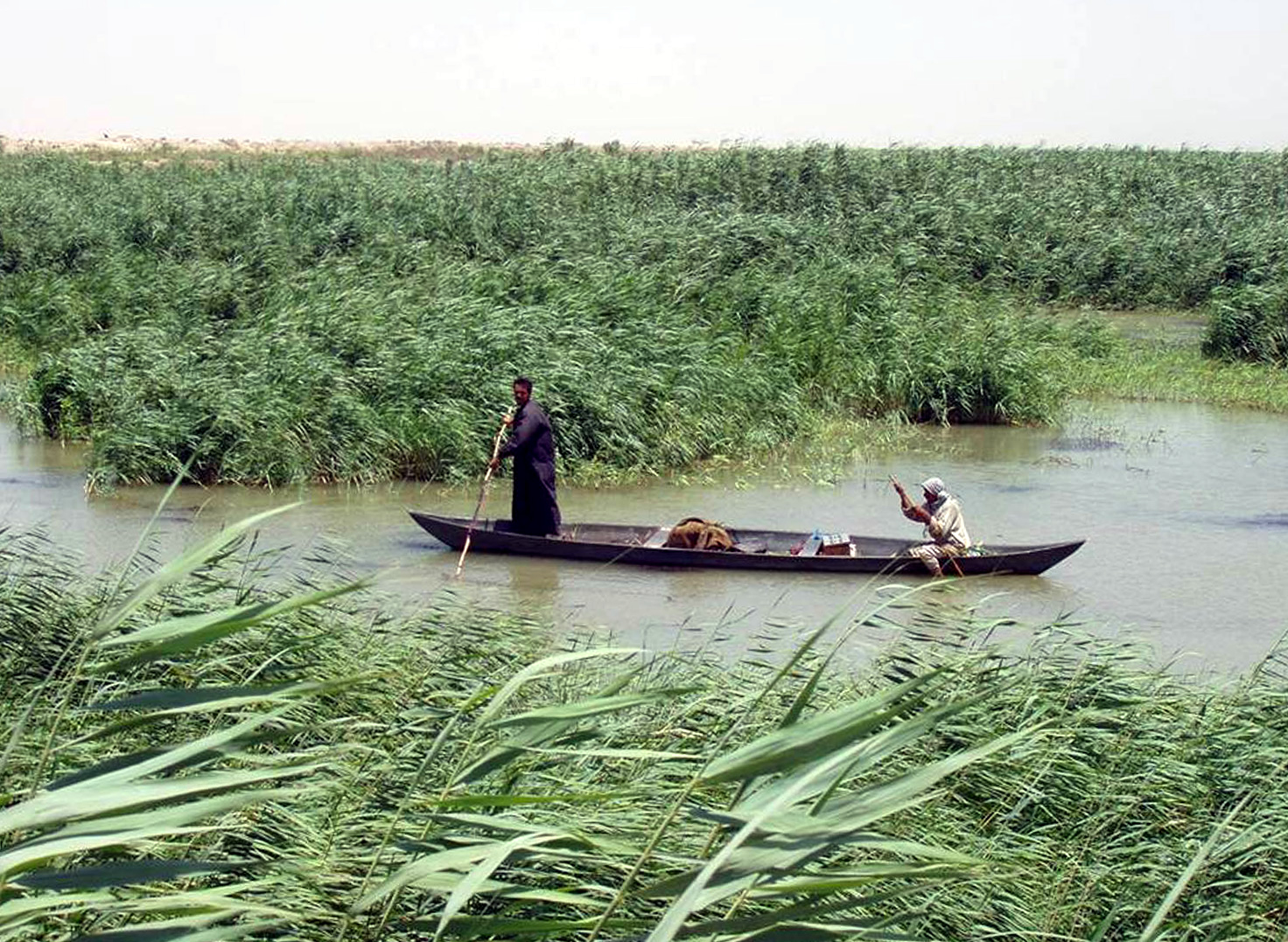
عرب الأهوار في الأراضي الرطبة.

أدى التلوث العابر للحدود والافتقار إلى إدارة أحواض الأنهار من قبل الحكومة إلى تدهور الممرات المائية الرئيسية في العراق. في عهد صدام حسين، شيدت الحكومة قناة المجد التي جففت الأهوار الواسعة في الروافد السفلية من السهل الرسوبي، مما أدى إلى تغيير دوران المياه وأنماط الحياة البرية على مساحة واسعة. أُعيد إليها بعض المياه ابتداء من عام 2004.
أسفرت المشاريع وفقًا لتقرير برنامج الأمم المتحدة للبيئة لعام 2001، عن:
- فقدان منطقة هجرة الطيور المهاجرة من أوراسيا إلى إفريقيا، وما يترتب على ذلك من انخفاض في أعداد الطيور في مناطق مثل أوكرانيا والقوقاز.
- الانقراض المحتمل للعديد من الأنواع النباتية والحيوانية المتوطنة في الأهوار.
- ارتفاع ملوحة التربة في الأهوار والمناطق المجاورة مما يؤدي إلى فقدان إنتاج الألبان وصيد الأسماك وزراعة الأرز.
- تصحر أكثر من 7,500 ميل مربع (19,000 كـم2).
- تسرب المياه المالحة وزيادة تدفق الملوثات إلى مجرى شط العرب المائي، مما تسبب في تعطيل مصائد الأسماك في الخليج الفارسي.

## استجابة الحكومة
على الرغم من أن الحكومة المؤقتة المعينة في عام 2004 ضمت وزارة للبيئة، إلا أن الأزمات البيئية طويلة المدى مثل نضوب المستنقعات في شط العرب لها أولوية منخفضة. بذلت الحكومة جهودًا عديدة لمساعدة البيئة والشعب في العراق.

## أنظر أيضا
- طبيعة العراق، مجموعة الحفاظ الأولى والوحيدة في العراق
- حماة دجلة، جمعية عراقية تعمل على زيادة الوعي بمشكلة المياه في العراق.

## روابط خارجية
- مجموعة من المقالات والدراسات والتقارير المتعلقة ببيئة العراق